# 渋川バイパス
渋川バイパス（しぶかわバイパス）は、群馬県渋川市半田から、渋川市阿久津の区間を結ぶ国道17号のバイパスである。国道291号・国道353号（一部）の重複区間でもあり、一部区間は国道17号の指定が外されている。

## 概要
- 起点 - 群馬県渋川市半田（渋川インター南交差点）
- 終点 - 群馬県渋川市阿久津（阿久津交差点）
- 全長 - ?km
- 開通 - 19??年?月?日

## 沿革
- 19XX年 - 開通
- 19XX年 - 渋川バイパスが国道17号の現道となり、旧道区間を群馬県に移管（県道となる）。
- 1970年（昭和45年） - 国道291号制定、国道17号現道と重複の形で渋川バイパスが区間の一部として指定される。
- 1996年（平成8年） - 東町交差点より新潟方面へ鯉沢バイパス開通、前橋方面と鯉沢バイパス方面が直結、終点・阿久津方面が吾妻新橋南交差点にて分岐する構造となり、吾妻新橋南交差点-終点間は鯉沢バイパスに対する旧道（現道）区間となる。
- 2010年（平成22年） - 起点付近より前橋方面へ前橋渋川バイパス開通、起点-渋川インター南交差点間が前橋渋川バイパスの一部（現道拡幅区間）として再整備。これに伴い、前橋方面へは前橋渋川バイパスと新たに直結され、前橋渋川バイパスの旧道は半田交差点で立体交差する形となった。
- 2011年（平成23年） - 下郷交差点で交差していた国道353号の渋川市街方面の区間が国道指定を解除された[1]ことに伴い、吾妻新橋南交差点までの約400 mが国道353号の重複区間となる（そのまま鯉沢バイパスへ重複）。
- 2015年（平成27年）4月1日 - 鯉沢バイパスが国道17号現道となり、吾妻新橋南交差点-終点間（並びにそこから新潟方面の旧道）を群馬県に移管、国道291号単独区間となる[2]。
- 2017年（平成29年）4月1日 - 前橋渋川バイパスが国道17号現道となる（前橋方面の旧道を群馬県に移管、国道291号単独区間となる[3]）。
- 2022年（令和4年） - 中村交差点立体が新規事業化[4]。

## 地理

### 交差する主な道路
| 交差する道路                                    | 交差する道路                           | 交差する場所 | 交差する場所     | 車線数 （供用/計画） | 国道番号   | 国道番号             |
| 交差する道路                                    | 交差する道路                           | 交差する場所 | 交差する場所     | 車線数 （供用/計画） | 優先(標識) | 重複                 |
| ----------------------------------------------- | -------------------------------------- | ------------ | ---------------- | -------------------- | ---------- | -------------------- |
| 国道17号前橋渋川バイパス（前橋方面）            |                                        |              |                  |                      |            |                      |
| 国道291号（前橋方面、国道17号旧道）             | 群馬県道26号高崎安中渋川線             | 渋川市       | 半田交差点       | 4/4                  | 国道17号   | 国道291号            |
| 関越自動車道渋川伊香保IC                        | 関越自動車道渋川伊香保IC               | 渋川市       | 中村             | 4/4                  | 国道17号   | 国道291号            |
|                                                 | 上信自動車道（国道17号渋川西バイパス） | 渋川市       | 中村交差点       | 4/4                  | 国道17号   | 国道291号            |
| 国道353号                                       | 群馬県道33号渋川松井田線               | 渋川市       | 下郷交差点       | 4/4                  | 国道17号   | 国道291号・国道353号 |
| 国道17号（・国道353号）鯉沢バイパス（沼田方面） |                                        | 渋川市       | 吾妻新橋南交差点 | 4/4                  | 国道291号  |                      |
|                                                 | 群馬県道25号高崎渋川線                 | 渋川市       | 阿久津交差点     | 4/4                  | 国道291号  |                      |
| 国道291号（沼田方面、国道17号旧道）             |                                        |              |                  |                      |            |                      |

### 通過する市町村
- 群馬県
  - 渋川市

### 接続するバイパスの位置関係
（前橋・高崎・東京方面）前橋渋川バイパス - 渋川バイパス - 鯉沢バイパス（沼田・新潟方面）/渋川西バイパス（吾妻方面）